# Great-Gletscher
Der Great-Gletscher (engl. Great Glacier, dt. „Großer Gletscher“) ist ein 23 km langer Talgletscher in den Boundary Ranges in British Columbia (Kanada) und in Alaska (USA).

## Geografie
Der im Mittel 1,8 km breite Gletscher am Südostrand des Stikine Icecap befindet sich fast vollständig in British Columbia. Das Nährgebiet des Gletschers liegt an der Südwestflanke von Mount Gibbons auf einer Höhe von etwa 1200 m. Der Great-Gletscher reicht im Westen nur wenige Kilometer auf US-amerikanisches Gebiet. Der Castle Mountain, ein Grenzgipfel, überragt den Gletscher im Südwesten. Der Great-Gletscher strömt in ostsüdöstlicher Richtung und endet auf einer Höhe von etwa 30 m. Die Gletscherzunge befindet sich am Westufer eines Gletscherrandsees, der durch einen 800 m breiten Landstreifen vom Stikine River getrennt wird. Ein kurzer Abfluss führt das Wasser zum Stikine River ab. Der Gletscherrandsee misst 6,7 km in Nord-Süd-Richtung sowie 3,7 km in West-Ost-Richtung.
Der 9300 ha große Great Glacier Provincial Park umfasst den unteren Abschnitt des Great-Gletschers sowie den Gletscherrandsee und reicht bis an das Westufer des Stikine River.

## Gletscherentwicklung
Die Gletscherzunge zieht sich stetig zurück. Entsprechend wächst die Seefläche des Gletscherrandsees.